# Iglesia de Vilar de Donas
La iglesia de Vilar de Donas es un templo de culto católico, situado en la localidad de Palas de Rey (Provincia de Lugo, España), por el que transita el Camino Francés a Santiago. Es una construcción del mitad del siglo XII, originalmente como una iglesia monástica. La fundación del monasterio se atribuye según la tradición a unas mujeres, representadas en las pinturas góticas de la capilla mayor, aunque documentos históricos declaran que su fundación la hizo Arias Pérez de Monterroso.
Está iglesia está vinculada a la famosa Orden de los Caballeros de Santiago y los templarios, incluso en esta iglesia fue lugar de enterramiento de importantes personalidades de esta orden.
Esta iglesia está considerada como un Bien de Interés Cultural desde el año 1931, dentro del catálogo de monumentos del patrimonio histórico de España.
La construcción es de planta de cruz latina con una sola nave y con tres ábsides en la cabecera, lo cual es muy poco común en el románico gallego, y es a base de sillares de granito muy bien escuadrados y ajustados con abundantes marcas de cantería.
La iglesia cuenta con varios elementos escultóricos románicos. Destacan los capiteles del arco triunfal y los de la nave, que están decorados con motivos vegetales, animales fantásticos, y figuras humanas. Estas esculturas, aunque de estilo románico, muestran una cierta evolución hacia formas más naturalistas, características del gótico temprano, como también ocurre con los arcos, conservándose los de medio punto pero comenzando a aparecer también los arcos apuntados, más propios de la arquitectura gótica.
La portada, de finales del románico, recuerda al carácter del taller del Maestro Mateo, el autor del Pórtico de la Gloria de la Catedral de Santiago. Llama la atención los herrajes románicos originales, que llevan cientos de años adornando y reforzando esta puerta. Es una de las pocas iglesias que los conserva. Todos los extremos de los herrajes se abren en forma de hojas de palmera y se rematan con puntas de flechas.
Si accedemos al interior del templo, lo más llamativo son dos elementos: por un lado, las pinturas góticas que forman parte del altar mayor, y por el otro las diferentes lápidas medievales en honor a los Caballeros de la Orden de Santiago que fueron enterrados allí en el siglo XII
Las pinturas de la parte central representan el momento de la Anunciación, con el Arcángel San Gabriel a la izquierda y la Virgen María a la derecha. Encima de ellos está el rey David y el profeta Jeremías. De hecho se puede leer un texto que dice: “YO PROFETIZE DE X [?] VOS VIRGEN MARIA COME EL SALVADOR DE VOS NACERIA”. En la parte inferior hay un ángel dormido y otro despierto que hacen referencia al Antiguo y al Nuevo Testamento. En la bóveda también se representa a Jesús entre los reyes de la época, Juan II de Castilla, María de Aragón y su hijo Enrique, futuro rey (Enrique IV de Castilla).
Sus pinturas murales son raras en Galicia, donde pocas iglesias conservan decoraciones pictóricas tan antiguas, datan de los siglos XIV y XV. Se cree que pudieron haber participado al menos tres artistas. Otro personaje muy relevante en Galicia, Gonzalo Ozores de Ulloa, al terminar de levantar el Castillo de Pambre, invadió Vilar de Donas y dejó su marca en el monasterio, construyendo en piedra la figura del castillo y fijándola encima del baldaquino.
Aparte de ser un lugar de culto y enterramiento, se cree que la iglesia y su monasterio anexo actuaban como hospital para los peregrinos que seguían el Camino de Santiago . Este uso hospitalario es una característica común de muchos monasterios y conventos en el Camino, que ofrecían refugio y atención a los peregrinos en su viaje hacia Santiago. Es curioso que está apartado del camino a pesar de tener uso hospitalario, pero esto es debido a que como en sus orígenes era un monasterio de monjas, estas querían estar apartadas del habitual tránsito.
Tras la Desamortización de Mendizábal en la cuarta década del siglo XIX, pasó, como en tantos otros casos, a servir de iglesia parroquial que es como sigue a día de hoy.